# Lotononis biflora
Lotononis biflora là một loài thực vật có hoa trong họ Đậu. Loài này được (Bolus) Dummer miêu tả khoa học đầu tiên.